# Centre de Recerca Matemàtica
El Centre de Recerca Matemàtica, fundat el 1984 a Barcelona, és l'únic centre de recerca matemàtica internacional d'Espanya. És un consorci amb personalitat jurídica pròpia integrat per l'Institut d'Estudis Catalans i la Generalitat de Catalunya. És un institut universitari adscrit a la Universitat Autònoma de Barcelona, on té la seu. Dona suport a la recerca matemàtica de tots els grups d'investigació de Catalunya i estimula la incorporació d'aquests grups a les línies de recerca emergents.